# William Libbey
 William A. "Bill" Libbey, III (Jersey City, Nova Jersey, 27 de març de 1855 - Princeton, Nova Jersey, 6 de setembre de 1927) va ser un professor de geografia física de la Universitat de Princeton. Fou membre de l'equip olímpic de tir als Jocs Olímpics de 1912 i coronel de la Guàrdia Nacional de Nova Jersey. El 1877 va fer la primera ascensió al Mont Princeton.

## Primers anys
Nascut a Jersey City, Nova Jersey, era fill de William Libbey, Jr., un ric comerciant de Nova York, i Elizabeth Marsh (Libbey). Com a estudiant a Princeton, Libbey fou el responsable de l'adopció del taronja i negre com a colors de l'escola.

## Professor
Libbey es va graduar a Princeton el 1877 i aquell mateix estiu va emprendre una expedició científica a l'Oest. Va ser en el marc d'aquesta expedició que la tarda del 17 de juliol de 1877 va coronar per primera vegada el cim del mont Princeton. Després de passar l'estiu a l'Oest marxà a estudiar a Berlín i París.
En tornar als Estats Units Libbey es doctorà en geologia el 1879, sent el primer que ho feia a Princeton. El 1880 va ser nomenat director del Museu de geologia i arqueologia, així com a professor associat per impartir geografia física. El 1883 va ser nomenat professor a temps complet i va continuar donant classes de geografia física.
El 1897 Libbey va estar involucrat en la controvèrsia sobre si els Acoma havien viscut mai a la Mesa Encantada. Després d'un gran esforç, va passar unes quantes hores al cim de la mesa i va arribar a la conclusió que l'indret no havia estat mai ocupat. Treballs posteriors han demostrat que la conclusió de Libbey va ser precipitada.
El 1912 va prendre part en els Jocs Olímpics d'Estocolm, on disputà la competició de tir al cérvol, tret simple per equips del programa de tir, en què guanyà la medalla de plata.
Libbey morí a Princeton, Nova Jersey.